# Veerle-Heide
Veerle-Heide is een dorp in de Antwerpse gemeente Laakdal, gelegen ten zuiden van het dorp Veerle.
Veerle-Heide ontstond als ontginningsgehucht in de 19e eeuw en in de loop van de 20e eeuw groeide het uit tot een dorp. In de jaren '60 van de 20e eeuw werd het een zelfstandige parochie en in 1967-1969 werd een kerk gebouwd: de Sint-Jozef Werkmankerk.
In het dorpsparkje van Veerle-Heide staat een standbeeld De Waleman, geheten als eerbetoon aan de arbeiders uit deze streek die vroeger in Wallonië gingen werken als seizoenarbeiders.

## Nabijgelegen kernen
Veerle, Averbode